# Antón Martín de Don Benito y Díaz Moreno
Antón Martín de Don Benito y Díaz Moreno o bien Antón Díaz Moreno y de Don Benito (Concepción de Buena Esperanza, gobernación del Río de la Plata y del Paraguay, 1608 – Corrientes, gobernación del Río de la Plata, después de 1676) era un encomendero y militar español de origen luso-hispano e incaico que llegaría al rango de capitán y que ejerció como funcionario en la ciudad de Corrientes y como tal fue elegido cinco veces intermitentes como su alcalde de primer voto en 1651, en 1657, en 1665, en 1671 y en 1675.

## Biografía

### Origen familiar y primeros años
Antón Martín de Don Benito y Díaz Moreno había nacido en el año 1608 en la ciudad de Concepción del Bermejo, siendo hijo de Gaspar de Sequeira y de su muy joven esposa Ana de Valenzuela Bohorques.
Era nieto paterno del capitán Domingo Díaz Moreno y Pérez Cerqueyra o bien Domingo Pérez (n. Portugal, ca. 1543 - Concepción del Bermejo, después de 1609), que había sido conquistador del Tucumán, y de su esposa Ana Pinta (n. Portugal, ca. 1553).
Sus abuelos maternos eran el mestizo hispano-inca Antón Martín de Don Benito y Yupanqui (Lima, 1545 - Concepción del Bermejo, ca. 1614) que había sido conquistador del Perú, de Chile y del Tucumán, se convirtió en vecino fundador de la ciudad de Talavera de Esteco en 1567 y luego al ser encomendero de la otra mitad de Guacará desde 1584, se avecindó en Concepción del Bermejo en el año 1608, y su esposa Ana de Valenzuela (n. Lima, Virreinato del Perú, ca. 1560).
Los bisabuelos maternos eran la princesa incaica Isabel Yupanqui y el capitán Alonso Martín de Don Benito que fue alcalde de primer voto de Lima en 1541, por lo que los tíos bisabuelos maternos eran el marqués Francisco Pizarro, gobernador de Nueva Castilla, y su concubina-cuñada, la princesa inca Inés Huaylas Yupanqui.
Por lo tanto, Antón era tataranieto materno del emperador inca Huayna Cápac (ca.1467-1527) y de su esposa Mama Cusirimay, y del labrador español Francisco Martín de Don Benito (n. Don Benito de Extremadura, Corona castellana, ca. 1443) y de su cónyuge Francisca González Mateos (n. ca. 1450), la cual había sido una amante de Gonzalo Pizarro Rodríguez de Aguilar y con quien había concebido a dos hijos naturales.

### Militar y alcalde ordinario de Corrientes

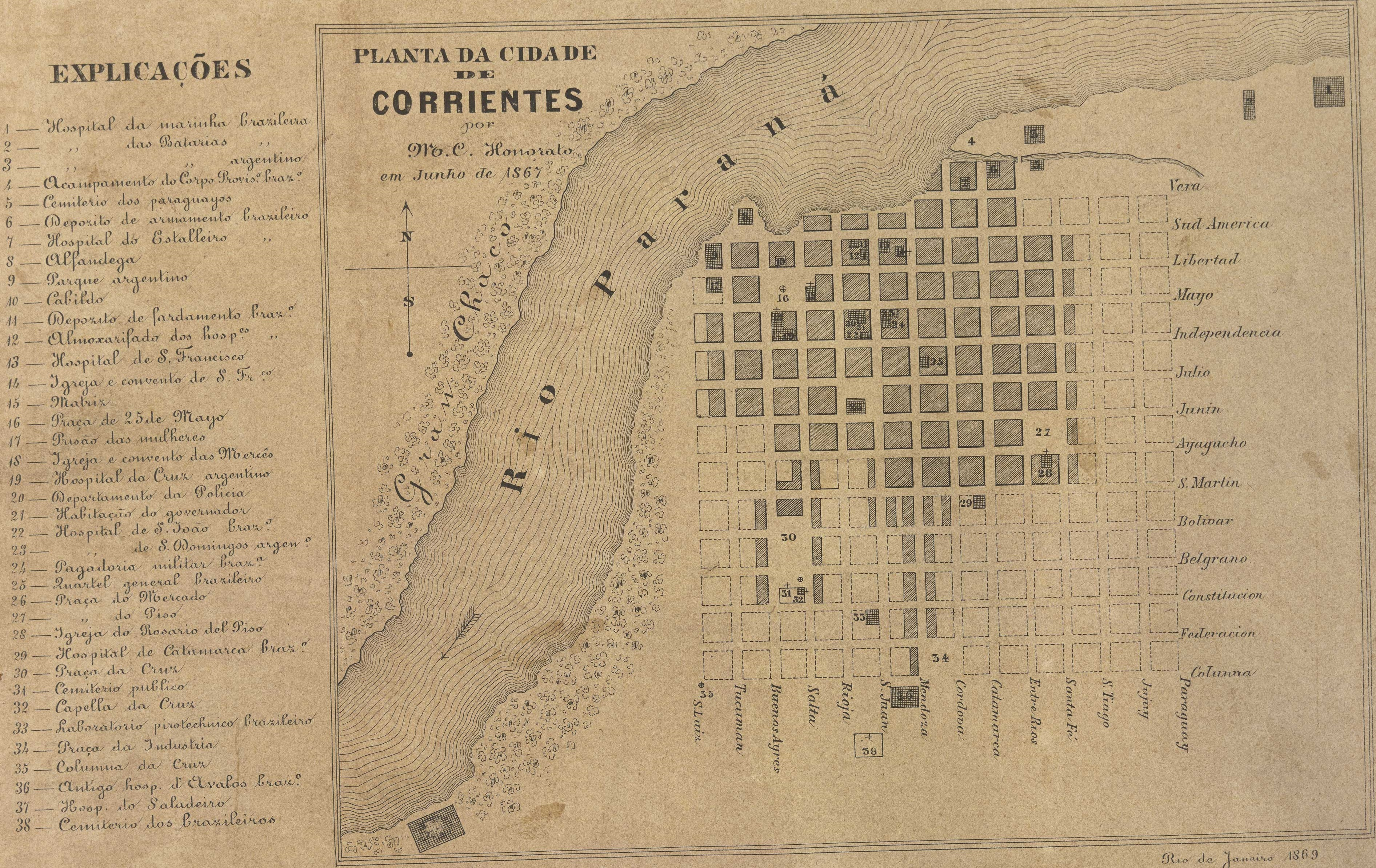
Plano de la ciudad de Corrientes (de 1867).

Antón Díaz Moreno hizo la carrera militar y llegaría al rango de capitán, fue fiador en 1638 del nuevo teniente de gobernador Nicolás de Villanueva, quien fuera el consuegro de la hermana Juana de Sequeira.
Posteriormente ejerció cargos de funcionario como el de regidor del Cabildo de Corrientes, y fue nombrado como alférez real en el año 1647.
Fue elegido como alcalde ordinario de primer voto de Corrientes de manera intermitente en los años 1651 y 1657.
Pasó a ser un encomendero de Santa Ana de los Guácaras desde 1665 y nuevamente volvió a ser elegido como alcalde ordinario de primer voto de Corrientes en 1671 y en 1675.

## Matrimonio y descendencia
Antón Martín de Don Benito y Díaz Moreno se había unido en matrimonio en el año 1643 con María de los Reyes Bermúdez (n. ca. 1623).